# 팔덕초등학교
팔덕초등학교는 대한민국 전북특별자치도 순창군 팔덕면 용산리에 있는 초등학교다.

## 학교 연혁
- 1930년 5월 12일 팔덕공립보통학교 개교
- 1938년 4월 1일 팔덕공립심상소학교로 개칭[1]
- 1941년 4월 1일 팔덕공립국민학교로 개칭[2]
- 1970년 8월 25일 본관 개축(현대식)
- 1981년 3월 9일 병설유치원 개원
- 1988년 9월 1일 덕진분교장 편입
- 1993년 2월 28일 덕진분교장 통폐합
- 1996년 3월 1일 팔덕초등학교로 개칭[3]
- 2015년 8월 29일 강당 증축 리모델링
- 2017년 9월 1일 제33대 신경숙 교장 부임
- 2020년 2월 7일 제87회 초등학교 6명 졸업(졸업생 누계 4,794명)
- 2020년 3월 1일 초등학교 7학급 편성(특수학급 1학급), 유치원 1학급 편성

## 학교 상징
- 교화 - 철쭉 : 산지에서 자란다. 높이 2~ 5m이고 어린 가지에 선모가 있으나 점차 없어진다. 잎은 어긋나지만 가지 끝에서는 돌려난 것 같이 보이고 거꾸로 선 달걀 모양으로 끝이 둥글거나 다소 파이며 가장자리가 밋밋하다. 표면은 녹색으로 처음에는 털이 있으나 차츰 없어지며 뒷면은 연한 녹색으로 잎맥 위에 털이 있다.
- 교목 - 상수리나무 : 참나무과에 속하는 낙엽교목으로, 도토리나무, 참나무라고도 한다. 상수리라는 이름이 붙여진 연유에는 임진왜란 때 의주로 피난간 선조의 수라상에 먹을 것이 마땅치 않아 도토리묵을 자주 올렸는데 환궁하여서도 그 맛을 잊지 못하여 늘상 수라상에 올렸다 하여 상수리라 하였는데 나중에 상수리가 되었다. 상수리(도토리)가 달리는 나무란 뜻으로 상수리나무이다. 키는 30m까지 자라며 열매는 꽃이 핀 다음 해 10월 무렵에 익으며 열매 길이는 2cm 정도이다. 열매는 떡이나 도토리묵, 가축의 사료로 사용되며 목재는 땔감, 숯, 가구재료, 건축재료로 사용된다. 잎은 누에를 키우는 데 이용된다.
- 교조 - 까치 : 15세기의 문헌에는 '가치'로 표기되었다. 한자어로 작(鵲)이라 하며, 희작, 신녀라고도 하였다. 날개길이 19~ 22cm 정도로 까마귀보다 조금 작은데, 꽁지가 길어서 26cm에 이른다. 유라시아 대륙 중위도 지대의 전역, 북아프리카, 북아메리카의 서부 등지에 분포되어 있고 촌락 가까운 큰 나무 위에 주로 서식한다.

## 참고 자료
- 팔덕초등학교 - 한국교육학술정보원 학교알리미